# الزيلة (الحيمة الداخلية)

تعديل مصدري - تعديل

الزيلة هي إحدى قرى عزلة الأحبوب بمديرية الحيمة الداخلية التابعة لمحافظة صنعاء، بلغ تعداد سكانها 357 نسمة حسب تعداد اليمن لعام 2004.